# Fuktsvartlöpare
Fuktsvartlöpare (Pterostichus vernalis) är en skalbaggsart som beskrevs av Georg Wolfgang Franz Panzer. Fuktsvartlöpare ingår i släktet Pterostichus och familjen jordlöpare. Arten är reproducerande i Sverige. Inga underarter finns listade i Catalogue of Life.

## Bildgalleri

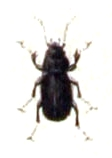
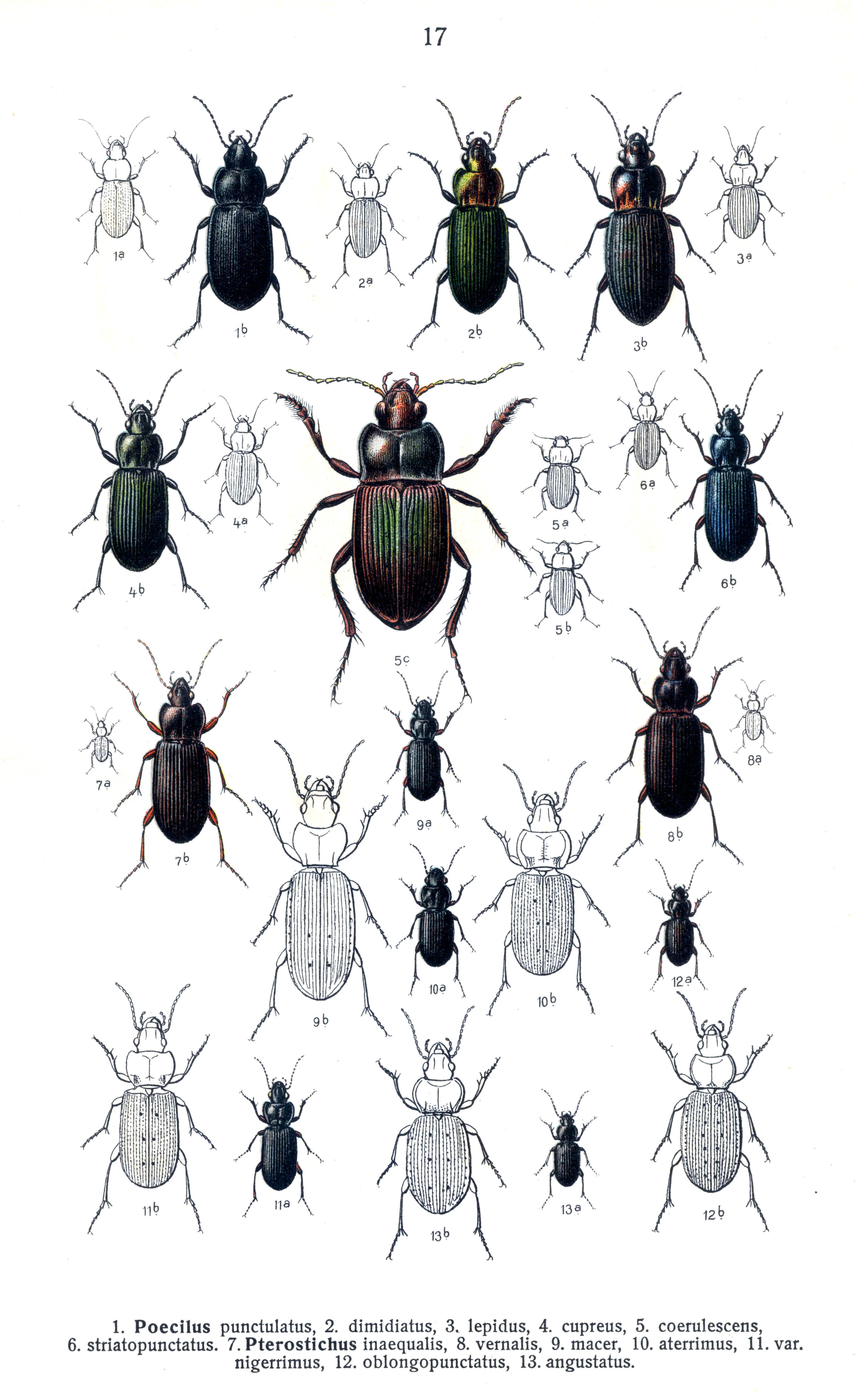
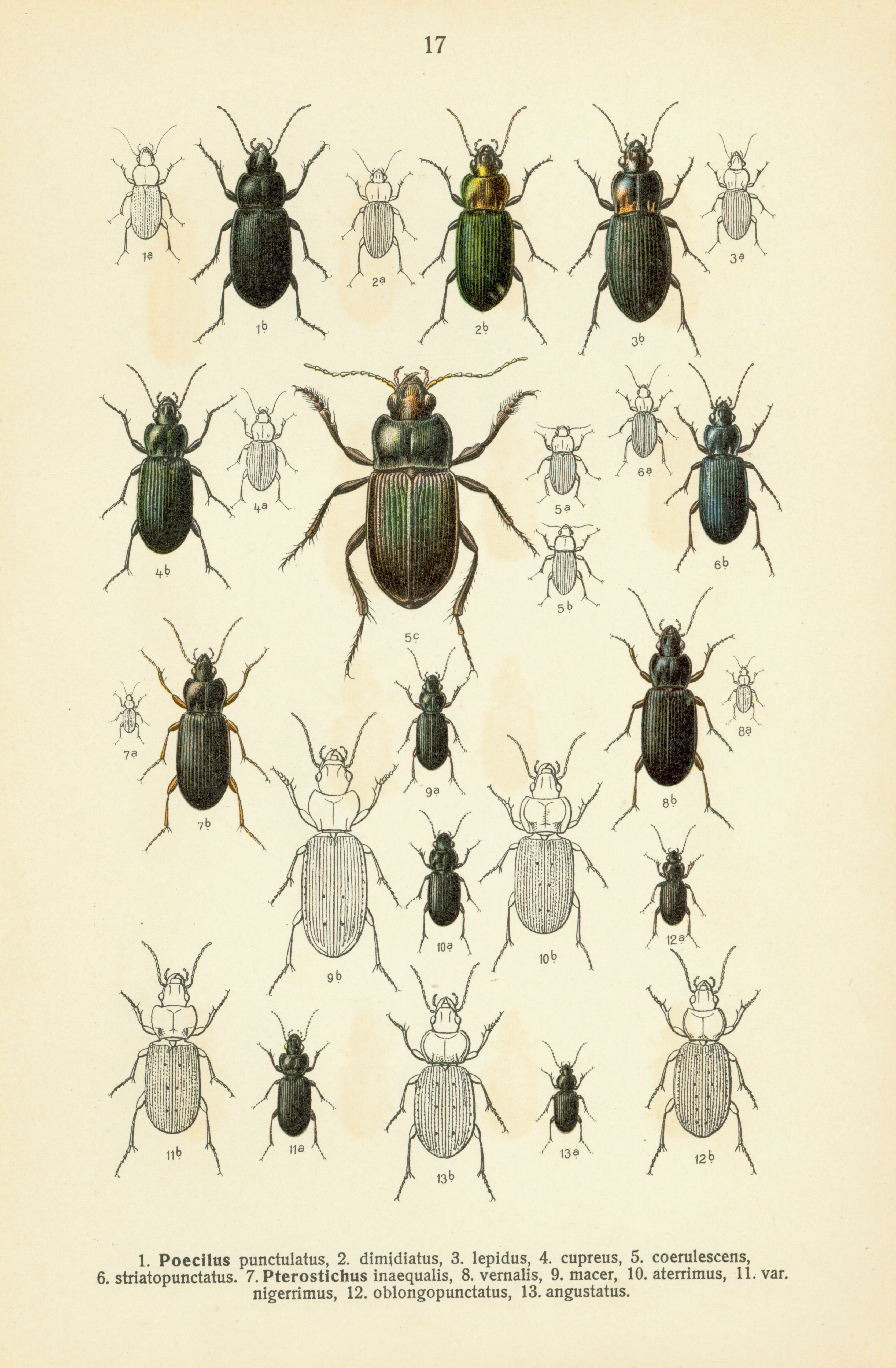